# Ficus vittata
Ficus vittata är en mullbärsväxtart som beskrevs av M. Vázquez Avila. Ficus vittata ingår i släktet fikonsläktet, och familjen mullbärsväxter. Inga underarter finns listade i Catalogue of Life.